# ناتالي درايفس
ناتالي درايفس (بالإنجليزية: Natalie Dreyfuss)‏ هي ممثلة أمريكية، ولدت في 25 فبراير 1987.

## أعمال

### مسلسلات
- اكذب علي
- الحياة السرية لمراهقة أمريكية
- الفتاة الجديدة
- البرق
- هاوس
- ويدز

## وصلات خارجية
- ناتالي درايفس على موقع IMDb (الإنجليزية)
- ناتالي درايفس على موقع ألو سيني (الفرنسية)
- ناتالي درايفس على موقع أول موفي (الإنجليزية)
- ناتالي درايفس على موقع قاعدة بيانات الفيلم (الإنجليزية)
- ناتالي درايفس على موقع كينوبويسك (الروسية)